# Edmond Barre
Pour les articles homonymes, voir Barre.
Jacques Edmond Barre (1802-1873) est considéré comme le meilleur joueur de jeu de paume du XIXe siècle. Ce sportif français conserve le titre de champion du monde de 1829 à 1862. Il s'impose en 1829 face au tenant britannique, Philip Cox, et reste invaincu jusqu'à l'âge de 60 ans ; En 1862, il s'incline finalement face au jeune (36 ans) joueur britannique Edmund Tompkins.
Il effectue de longs séjours en Angleterre durant sa carrière où il enseigne le jeu. Barre évolue sous statut professionnel et est reconnu comme tel en France et en Angleterre.
En 1855, il prend part au match de réouverture à la pratique sportive de la Salle du Jeu de paume de Versailles.